# Manyue
Manyue (kinesiska: 满月) är en köping i sydvästra Kina. Den ligger i stadsdistriktet Kaizhou i storstadsområdet Chongqing, omkring 300 kilometer nordost om det centrala stadsdistriktet Yuzhong. Antalet invånare är 10 057. Befolkningen består av 4 888 kvinnor och 5 169 män. Barn under 15 år utgör 25,0 %, vuxna 15-64 år 63 %, och äldre över 65 år 10,0 %.